# Bergs säteri

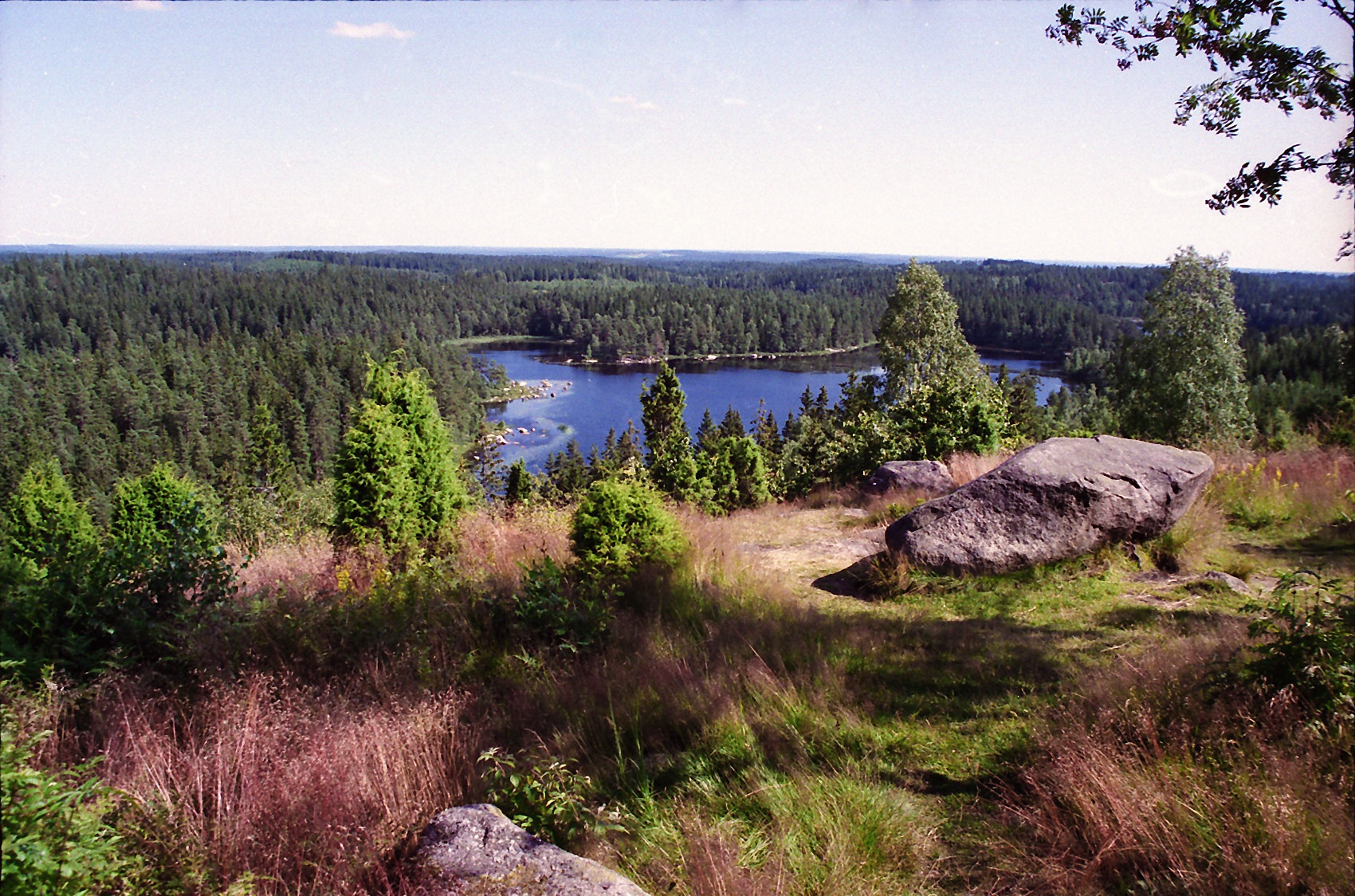
Hultaklint, vid Klintsjön, norr om Berg

Bergs säteri är en herrgård i Bergs socken i Växjö kommun.
Berg omtalas i skriftliga handlingar första gången 1334. Socknen omtalas dock redan 1273, och därför bör byn vara äldre. Säteriet bör ha sitt ursprung i en kyrkby som namngett socknen. Under 1600-talet fick Berg sätesfrihet. Vid mitten av 1800-talet tillhörde Berg Ferdinand Gyllensvärd och sommaren 1846 var Viktor Rydberg informator här åt två av hans hustrus bröder.